# قرار مجلس الأمن التابع للأمم المتحدة رقم 553
قرار مجلس الأمن التابع للأمم المتحدة رقم 553، المعتمد بالإجماع في 15 حزيران / يونيو 1984، أشار إلى تقرير للأمين العام مفاده أن وجود قوة الأمم المتحدة لحفظ السلام في قبرص، بسبب الظروف القائمة، سيظل ضرورياً لتحقيق تسوية سلمية. وأعرب المجلس عن رغبته في أن تدعم جميع الأطراف اتفاق النقاط العشر لاستئناف المحادثات بين الطائفتين، وطلب من الأمين العام تقديم تقرير مرة أخرى قبل 30 تشرين الثاني / نوفمبر 1984 لمتابعة تنفيذ القرار.
أعاد المجلس تأكيد قراراته السابقة، بما في ذلك القرار 365 (1974)، الذي أعرب عن قلقه بشأن الوضع، وحث الأطراف المعنية على العمل معًا من أجل السلام ومدد ولاية القوة مرة أخرى في قبرص، المنصوص عليه في القرار 186 (1964)، حتى 15 ديسمبر 1984.